# Cicero (Nueva York)
Cicero es un pueblo ubicado en el condado de Onondaga en el estado estadounidense de Nueva York. En el año 2000 tenía una población de 27,982 habitantes y una densidad poblacional de 223 personas por km².

## Geografía
Cicero se encuentra ubicado en las coordenadas 43°8′5″N 76°7′49″O / 43.13472, -76.13028.

## Demografía
Según la Oficina del Censo en 2000 los ingresos medios por hogar en la localidad eran de $53,250 y los ingresos medios por familia eran $63,266. Los hombres tenían unos ingresos medios de $46,667 frente a los $27,721 para las mujeres. La renta per cápita para la localidad era de $25,223. Alrededor del 6.7% de la población estaban por debajo del umbral de pobreza.